# Джаландхар
Джаландхар (пенджаб. ਜਲੰਧਰ, англ. Jalandhar) — місто в індійському штаті Пенджаб, адміністративний центр округу Джаландхар.

## Географія
Місто розташоване за 90 км від Амрітсара, 114 км від Чандигарха і 375 км від Делі, на висоті 228 м над рівнем моря.

### Клімат
Місто знаходиться у зоні, котра характеризується вологим субтропічним кліматом. Найтепліший місяць — червень із середньою температурою 31.9 °C (89.4 °F). Найхолодніший місяць — січень, із середньою температурою 12.8 °С (55 °F).
| Клімат Джаландхара      | Клімат Джаландхара | Клімат Джаландхара | Клімат Джаландхара | Клімат Джаландхара | Клімат Джаландхара | Клімат Джаландхара | Клімат Джаландхара | Клімат Джаландхара | Клімат Джаландхара | Клімат Джаландхара | Клімат Джаландхара | Клімат Джаландхара | Клімат Джаландхара |
| Показник                | Січ.               | Лют.               | Бер.               | Квіт.              | Трав.              | Черв.              | Лип.               | Серп.              | Вер.               | Жовт.              | Лист.              | Груд.              | Рік                |
| Середній максимум, °C   | 19,4               | 21,6               | 26                 | 34,5               | 39,4               | 38,2               | 34,1               | 33,1               | 32,6               | 31,5               | 27,2               | 22,3               | 30                 |
| Середня температура, °C | 12,8               | 15,1               | 19,6               | 26,8               | 31,6               | 31,9               | 29,4               | 29,5               | 27,2               | 24,9               | 19,7               | 14,8               | 23,6               |
| Середній мінімум, °C    | 6,2                | 8,6                | 13,2               | 19                 | 23,8               | 25,6               | 24,7               | 25,8               | 21,8               | 18,3               | 12,1               | 7,2                | 17,2               |
| Норма опадів, мм        | 10.7               | 16.7               | 32.8               | 15.2               | 20.4               | 69.7               | 155.2              | 183.6              | 60                 | 1.5                | 3.5                | 9.7                | 579                |
| ----------------------- | ------------------ | ------------------ | ------------------ | ------------------ | ------------------ | ------------------ | ------------------ | ------------------ | ------------------ | ------------------ | ------------------ | ------------------ | ------------------ |
| Джерело: Weatherbase    |                    |                    |                    |                    |                    |                    |                    |                    |                    |                    |                    |                    |                    |

## Історія
Джаландхар — одне з найдавніших міст Пенджабу, перша згадка про нього сягає 100 року н. е. Ваажається, що в давні часи на місті сучасного Джаландхару існувало поселення йогів та святих.
У листопаді 1551 року в Джаландхарі син імператора Хумаюна, Акбар одружився зі своєю двоюрідною сестрою Рукайєю Султан Бігун, яка стала його першою та головною дружиною.
До спорудження міста Чандігарх Джаландхар був столицею Пенджабу.

## Населення
Населення Джаландхара за даними перепису 2011 року становить 873 725 осіб. Основна мова населення — панджабі, достатньо популярна також англійська. 54,54 % населення сповідує індуїзм; 45,46 % — сикхізм.

## Економіка
У місті діють підприємства з виробництво спортивних товарів, електроніки та ін.

## Відомі особистості
В поселенні народилися:
- Лоуренс Даррелл (1912 — 1990) — англійський письменник
- Арун Шоурі (* 1941) — індійський журналіст, письменник та політичний діяч.